# Else Oppler-Legband
Else Oppler-Legband (née le 21 février 1875 à Nuremberg et morte le 7 décembre 1965 à Überlingen) est une architecte et décoratrice d'intérieur, artiste, costumière et styliste allemande. Elle est l'un des représentants de ce que du mouvement de Réforme vestimentaire qui vise à libérer les femmes du carcan vestimentaire en réformant la mode féminine dans les années 1910 et 1920. Elle travaille aussi pour le cinéma au tournant des années 1920 comme costumière et scénographe.

## Costumière et scénographe au cinéma
- 1919 : König Nicolo
- 1920 : Der Schwarm der höheren Töchter
- 1920 : Schwarzwaldmädel
- 1920 : Die Kronjuwelen des Herzogs von Rochester
- 1922 : Marie Antoinette, das Leben einer Königin